# サン・フレイム
株式会社サン・フレイム（英称：SUN FLAME）は、日本の時計メーカーである。

## 概要
- 企業理念は「お客様の喜びと満足、お取引先様とともに繁栄するために。」
- 自社ブランドの時計製造や販売をしている。

## 沿革
- 1984年3月 東京都台東区松が谷2-2-6に株式会社サン・フレイムを設立。
- 1987年4月 J-AXISシリーズを開発。
- 1990年3月 ファッションウォッチを開発し、全国に展開した。
- 1999年7月 本社ビル完成。現本社所在地に移転。
- 2005年4月 ウォルト・ディズニー・ジャパンより国内販売の正規ライセンスを取得。
- 2005年12月 ウォルト・ディズニーより「プロダクト・オブ・ザ・イヤー2005」を授与。
- 2006年3月 旧ソビエト連邦CCCPブランド時計（ドイツ、アッセンブル）の国内独占販売ライセンスを取得。
- 2006年4月 SEALANE（シーレーン）シリーズを発売。
- 2006年7月 CCCPブランド時計を発売。
- 2007年8月 根本特殊化学のN夜光を使用した時計JAPANウォッチシリーズを発売。
- 2012年3月 サンリオより国内販売の正規ライセンスを取得。
- 2015年9月 自社の東京都台東区元浅草のビルに時計組立工房を開設。
- 2015年10月 サンエックスより国内販売の正規ライセンスを取得。

## 主な製品
- SEALANE（シーレーン）
- MARSHAL（マーシャル）
- SVALBAL（スバルバル）
- GRAND JOUR（グランジュール）

他にはアニメキャラクター、マスコットキャラクター等の時計も製造、販売している。